# Witbuikjungletimalia
De witbuikjungletimalia (Pellorneum albiventre) is een zangvogel uit de familie Pellorneidae.

## Verspreiding en leefgebied
Deze soort telt 4 ondersoorten:
- P. a. albiventre: van Bhutan, zuidelijk Assam (noordoostelijk India) tot westelijk Myanmar.
- P. a. ignotum: noordelijk Assam en noordelijk Myanmar.
- P. a. pusillum: zuidoostelijk China, noordelijk Laos en noordelijk Vietnam.
- P. a. cinnamomeum: van centraal Myanmar, noordwestelijk Thailand en zuidelijk China tot centraal en zuidelijk Indochina.